# Deinschwang 11

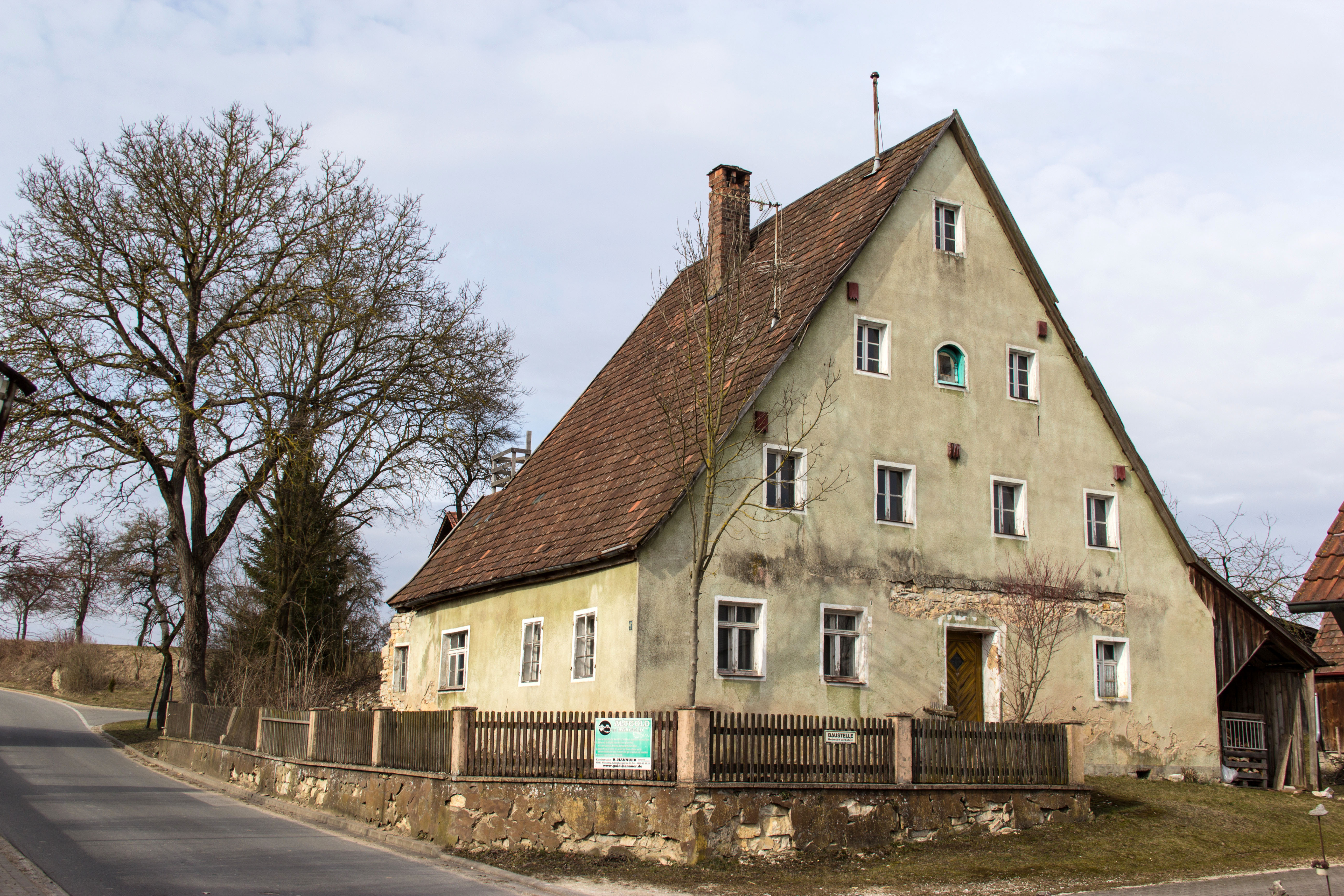
Haus Deinschwang 11 (Aussehen im März 2013)

Der Bauernhof Deinschwang 11 in Deinschwang, einem Gemeindeteil von Lauterhofen im Landkreis Neumarkt in der Oberpfalz in Bayern, wurde Ende des 19. Jahrhunderts errichtet. Das Gebäude ist ein geschütztes Baudenkmal.  Im Jahr 2012 stand das Gebäude leer und wurde zum Verkauf angeboten.
Der Wohnstallbau mit verputztem Fachwerkgiebel entstand im Kern im 18. Jahrhundert und wurde nach dem Dorfbrand 1893 wiederaufgebaut. Das eingeschossige Haus mit zwei Dachgeschossen wurde aus Jurabruchstein errichtet. Der Gewölbekeller und die Holzstiege sind aus der Erbauungszeit erhalten.